# Røde linjer i den russisk-ukrainske krig
 Der er for få eller ingen kildehenvisninger i  artiklen for at udtrykket "røde linjer" på dansk i brugt i forbindelse med krigen., hvilket er et problem. Du kan hjælpe ved at angive troværdige kilder til de påstande, som fremføres.

Udtrykket røde linjer er blevet brugt i forbindelse med den russiske invasion af Ukraine siden 2022. Det er en skjult trussel om indgriben, der skal advare en modstander eller observatør mod at blande sig eller foretage en handling, der ville "overskride den røde linje".
Den 21. april 2021 holdt Ruslands præsident Vladimir Putin en tale som Rusland ikke ville acceptere. Disse advarsler blev gentaget mange gange frem til russiske invasion af Ukraine den 24. februar 2022.  Især pegede Rusland på Ukraines mulige optagelse i NATO som en "rød linje". Under en telefonsamtale i december 2021 mellem USA's præsident Joe Biden og præsident Putin sagde Putin, at Ukraines forsøg på at blive medlem af NATO måtte afvises til gengæld for en garanti om, at russiske tropper ikke ville angribe. NATOs generalsekretær Jens Stoltenberg afviste Ruslands krav om at trække løftet fra 2008 tilbage om, at Ukraine kunne blive medlem af NATO, og udtalte: "NATOs forhold til Ukraine vil blive besluttet af de 30 NATO-allierede og Ukraine – og ingen andre." 
Der har været en heftig diskussion om, hvad Rusland mener med sine "røde linjer". Nogle har hævdet, at Rusland har reageret, men at reaktionen ikke har været så imponerende, som truslerne lagde op til.  Andre påpeger, at selvom den russiske overkommando "næppe vil forsøge at bryde igennem det ukrainske forsvar ved at anvende atomvåben ... eskalerede Putin sin nukleare retorik i de sidste uger af sin genvalgskampagne". Nogle mener, at truslen om atomkrig og de mange røde linjer, der er blevet krydset, afslører de involverede krigsførendes manglende evne til at projicere magt på den internationale scene. 

## Ruslands røde linjer
Begrebet "røde linjer" har været i daglig brug siden begyndelsen af den fornyede konflikt i Ukraine for at retfærdiggøre krigen.
I februar 2022 erklærede Ruslands præsident Vladimir Putin, at USA og dets vestlige partnere havde krydset en rød linje i forhold til Ukraine. Som en konsekvens heraf var Rusland nødt til at iværksætte sin "særlige militæroperation" mod Ukraine på grund af den trussel, som Ukraine angiveligt udgjorde mod selve eksistensen af Den Russiske Føderation. 
At krydse en rød linje for Den Russiske Føderation opfattes ofte som en handling, der skader russiske nationale interesser. Sådanne handlinger kan omfatte indførelse af sanktioner, indefrysning af russiske eller allierede nationers midler samt donation af militært udstyr til Ruslands opfattede modstandere eller andre.
Mens Den Russiske Føderation ofte bruger udtrykket "rød linje" i international politik, har den samtidig anvendt det til at forme fortællinger rettet mod den indenlandske befolkning.
I juni 2023 erklærede præsident Putin, at Rusland fortsat vil reagere på brud på dets røde linjer.  Putin har konsekvent fastholdt, at truslen om at anvende atomvåben udelukkende vil blive realiseret, hvis en rød linje i form af en eksistentiel trussel mod staten bliver overskredet. 
I 2023 afgav Rusland 15 officielle "rød linje"-erklæringer sammenlignet med 24 i 2022. 